# الناز نوروزي

الناز نوروزي هي ممثلة إيرانية ولدت في 9 يوليو 1992.

## روابط خارجية
- الناز نوروزي على موقع IMDb (الإنجليزية)
- الناز نوروزي على موقع قاعدة بيانات الفيلم (الإنجليزية)